# Teredolaemus major
Teredolaemus major is een keversoort uit de familie knotshoutkevers (Bothrideridae). De wetenschappelijke naam van de soort werd in 1919 gepubliceerd door George Charles Champion.